# 관상면
관상면(冠状面, coronal plane)은 몸을 배쪽과 등쪽으로 나누는 가상의 해부학적 면을 의미한다. 이마면, 액면(額面), 전두평면(前頭平面)이라고도 한다. 시상면, 횡단면과 함께 세 가지 주요 해부학적 면 중 하나이다. 횡단면과 수직하기 때문에 종단면으로도 분류한다.
복장뼈를 지나는 관상면을 복장면(라틴어: planum sternale; sternal plane)라고도 한다.

## 어원
화환이나 왕관을 뜻하는 corona에서 유래한다. 코로나바이러스와 동계어이다.

## 사진

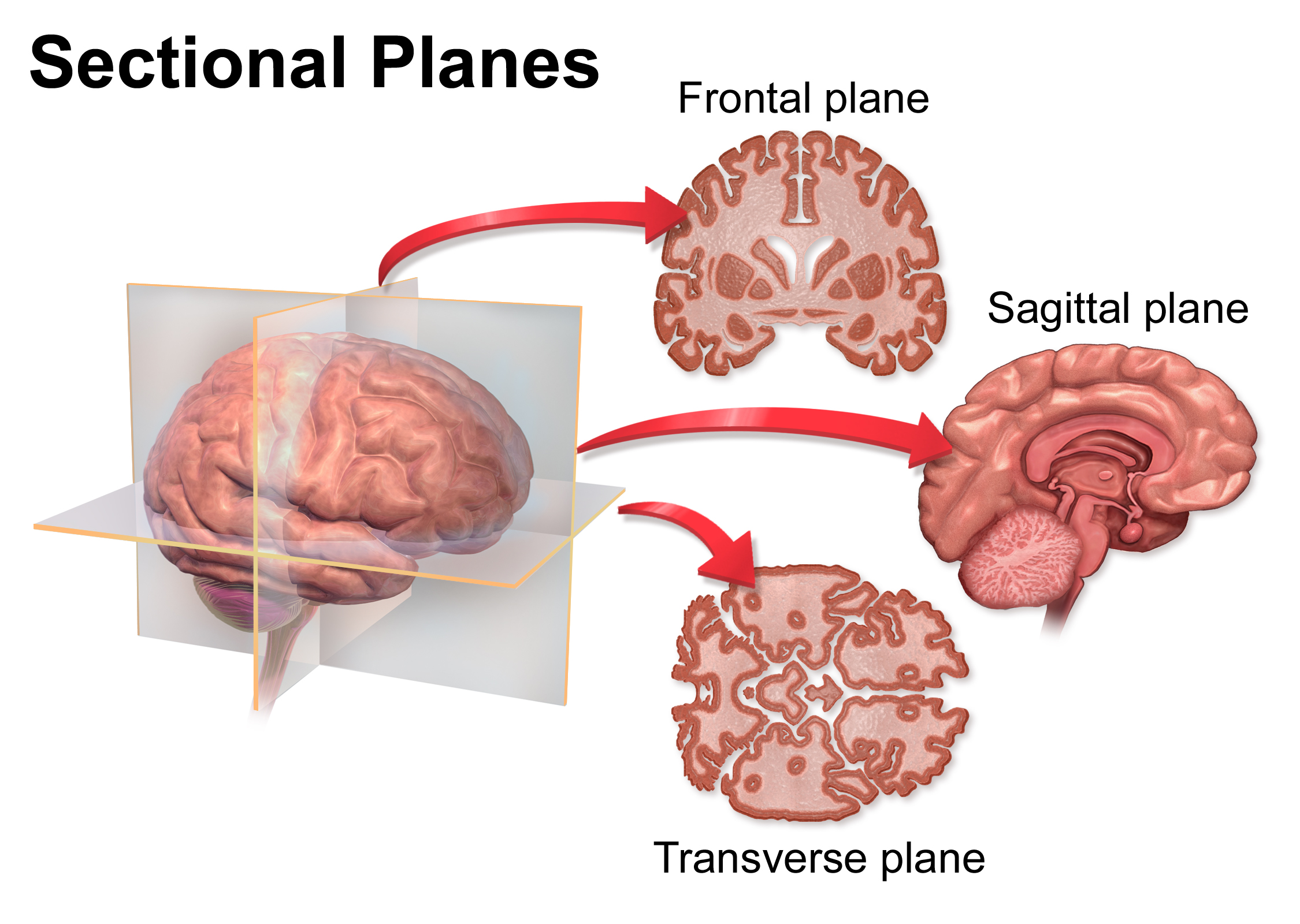
뇌의 단면도
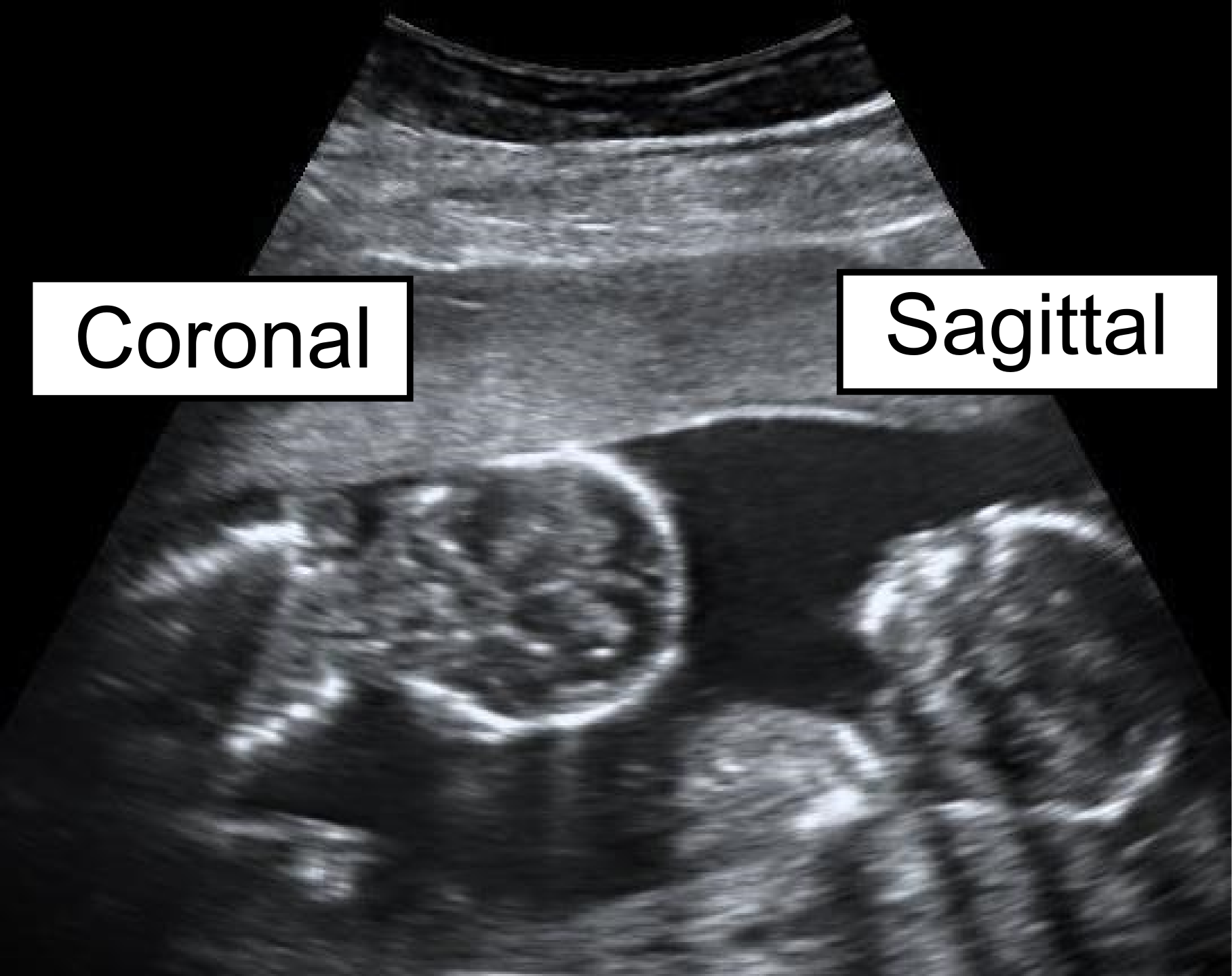
15주 된 일란성 쌍둥이가 관상면과 시상면을 보이고 있다.
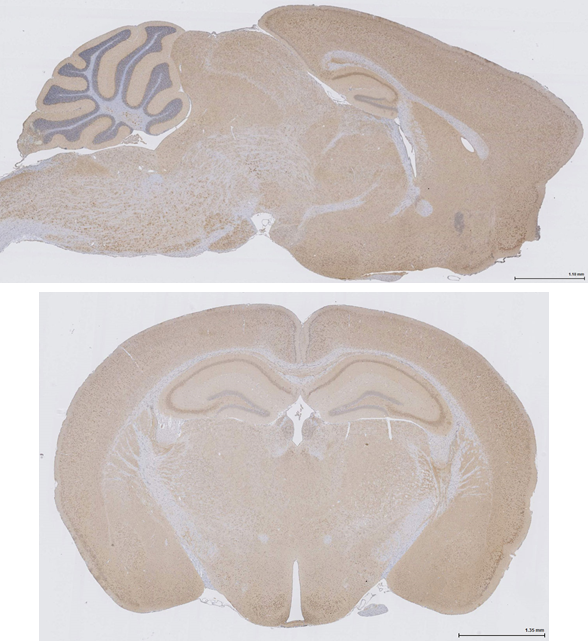
쥐 뇌의 단면도. 위가 시상면, 아래가 관상면.

## 같이 보기
- 위치에 대한 해부학 용어
- 시상면
- 횡단면